# Lights Out (musikalbum av UFO)
Lights Out är ett musikalbum av UFO från 7 maj 1977. Här medverkar Paul Raymond för första gången, han spelar keyboard och kompgitarr och sjunger bakgrundssång.

## Låtlista
1. "Too Hot to Handle" (Phil Mogg/Pete Way) - 3:37
2. "Just Another Suicide" (Phil Mogg) - 4:58
3. "Try Me" (Phil Mogg/Michael Schenker) - 4:49
4. "Lights Out" (Phil Mogg/Andy Parker/Michael Schenker/Pete Way) - 4:33
5. "Gettin' Ready" (Phil Mogg/Michael Schenker) - 3:46
6. "Alone Again Or" (Bryan MacLean) - 3:00
7. "Electric Phase" (Phil Mogg/Michael Schenker/Pete Way) - 4:20
8. "Love to Love" (Phil Mogg/Michael Schenker) - 7:38